# Rzędziwojowice
Rzędziwojowice (niem. Geppersdorf) – wieś w Polsce położona w województwie opolskim, w powiecie opolskim, w gminie Niemodlin.
W latach 1975–1998 miejscowość administracyjnie należała do ówczesnego województwa opolskiego.

## Nazwa
W księdze łacińskiej Liber fundationis episcopatus Vratislaviensis (pol. Księga uposażeń biskupstwa wrocławskiego) spisanej za czasów biskupa Henryka z Wierzbna w latach 1295–1305 miejscowość wymieniona jest w zlatynizowanej formie Rensiwogowitz.

## Historia
Od końca XVIII w. wies posiadała własną pieczęć gminną, na której wizerunku przedstawiono rybę (karp) skierowaną w prawo oraz wyrastające nad nią drzewo o trójkątnej koronie.